# Paolo Fiammingo

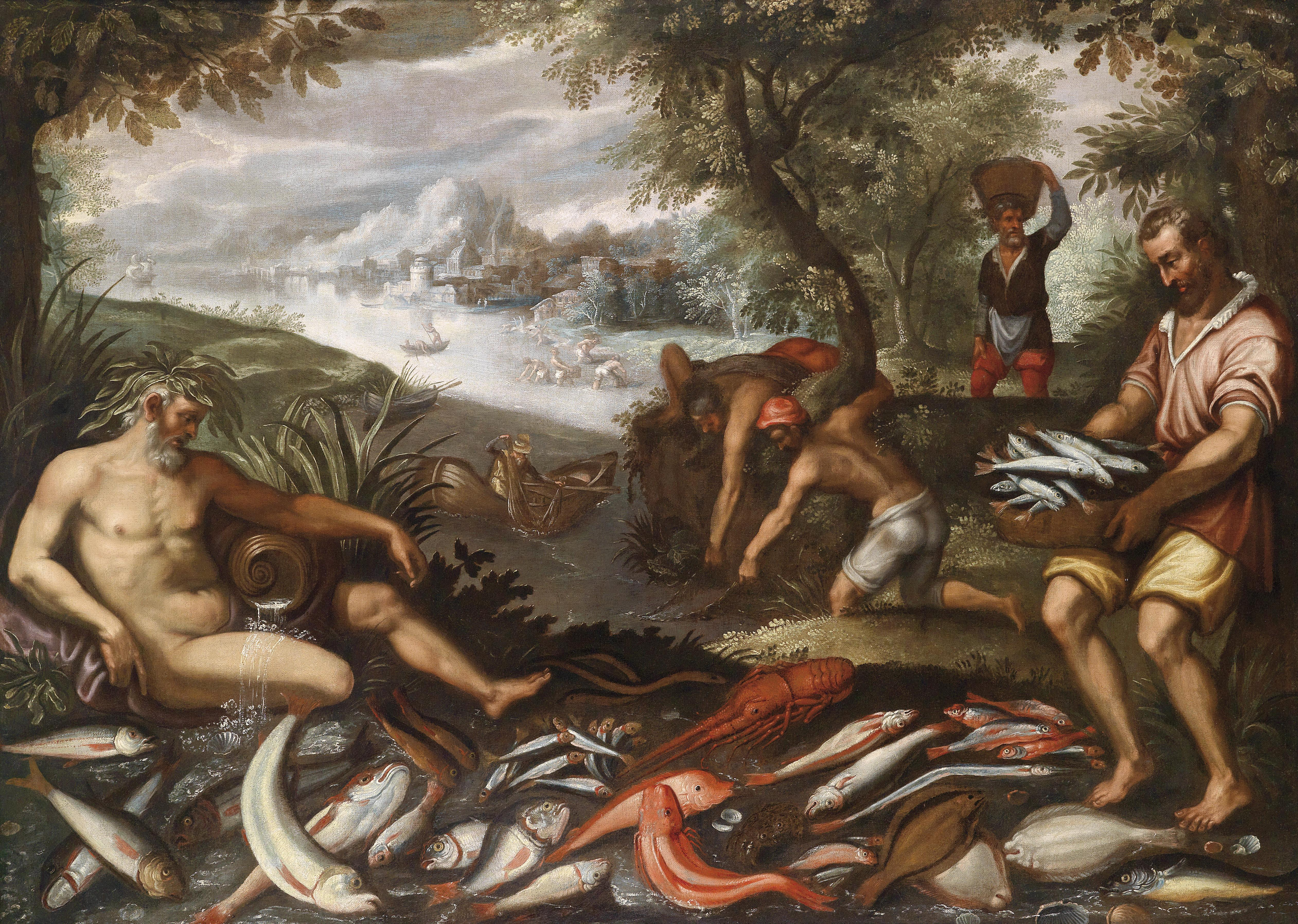
Allegorie de l'Eau

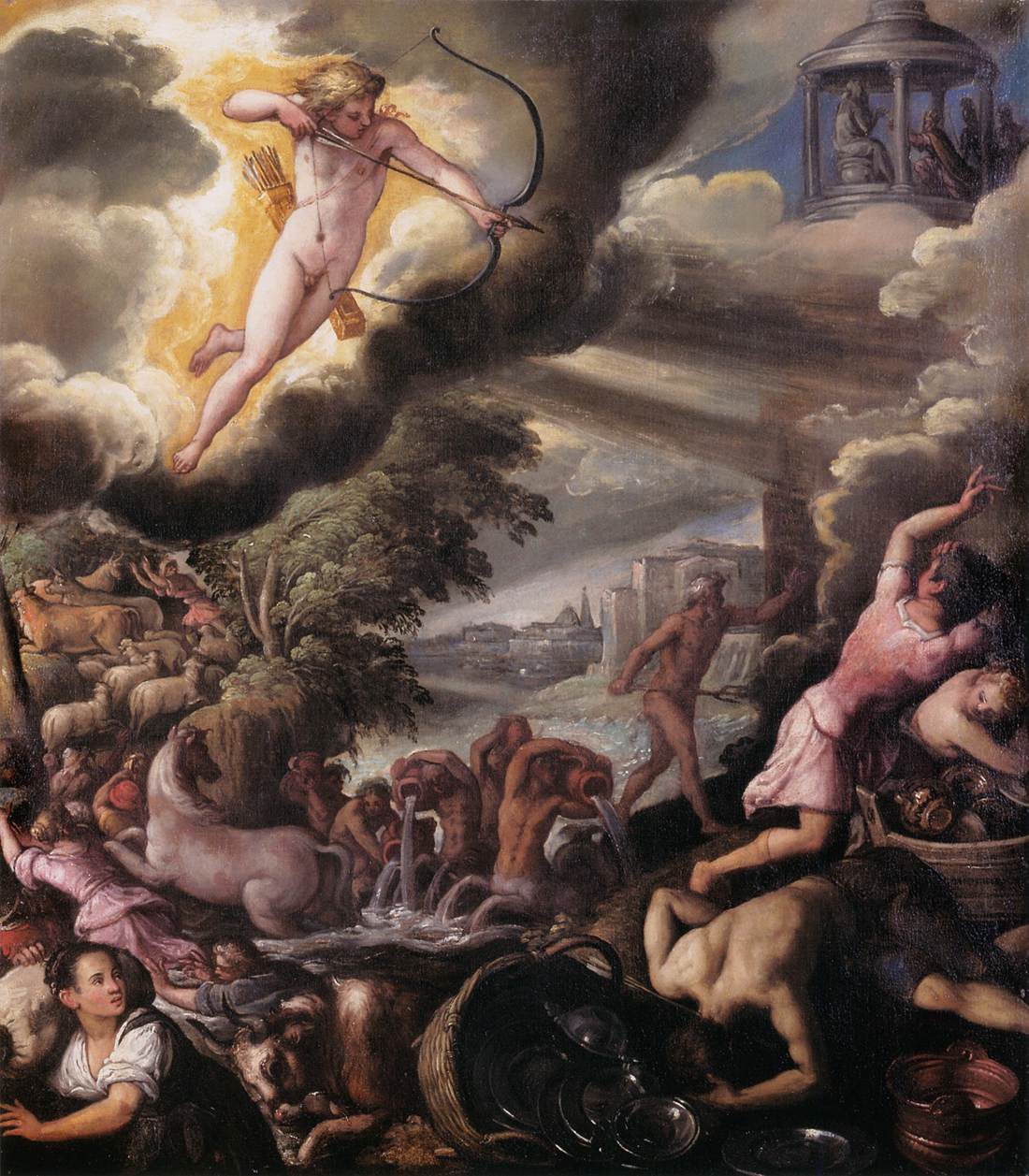
Apollon et Poséidon punissant Troie, vers 1590, Musée des beaux-arts de Budapest

Paolo Fiammingo ou Paolo dei Franceschi ou même Pauwels (ou Paul) Franck (Anvers, v. 1540 – Venise, 20 décembre 1596) est un peintre flamand qui s'est fait connaître notamment à Venise où il fut l'élève du Tintoret.

## Biographie
D'abord maître à Anvers en 1561, où il est enregistré à cette date à la Guilde de Saint-Luc, Paolo Fiammingo travaille pour les Fugger d'Augsbourg puis il se fixe à Venise (vers 1578-1580) où il devient l'élève du Tintoret avec lequel il collabore aux peintures du palais des Doges en exécutant les fonds de paysages.
Il ouvre ensuite son propre atelier et se spécialise dans les paysages où il mêle le romanisme flamand et la tradition vénitienne.
Il a employé dans son atelier Hans Rottenhammer.

## Œuvres
- Triomphe des Éléments, Allégories des Planètes, Cycle des Amours (1580), pour le château (de) de Kirchheim in Schwaben (ce dernier cycle est conservé au Kunsthistorisches Museum de Vienne).
- Apollon et Poséidon punissant Troie, vers 1590, Musée des beaux-arts de Budapest
- Scène de chasse, Pinacoteca Egidio Martini, Ca' Rezzonico Venise
- Allégorie de l'Eau,
- Bethsabée au Bain,
- L'Amour à l'Âge d'Or
- Le Pape Alexandre III bénissant la flotte en 1196, Palais des Doges, Venise.
- Pietà, Alte Pinakothek, Munich.
- Paysages, musée de Vicence, coll. particulière.
- Diane chasseresse, musée des beaux-arts de Nancy.
- Paysage avec le roi Midas, Berlin.
- Scènes des Argonautes, National Gallery, Londres
- Paysage avec Diane et ses nymphes,
- L'Ascension des Vertus,
- L'Âge de bronze, L'Âge de fer,
- Retable de l'autel San Girolamo (1583), Duomo di San Michele (it), Mirano
- Mountain Dwellers, Snite Museum of Art (en), South Bend, Indiana
- (it)Giuditta si adorna per presentarsi a Oloferne - Raccolte Artistiche del Castello Sforzesco. Raccolte d'Arte Antica - Milano[3]
- (it)Giuditta decapita Oloferne - Raccolte Artistiche del Castello Sforzesco. Raccolte d'Arte Antica - Milano[4]